# Четвърта власт
„Четвърта власт“ е телевизионен сериал, в жанра политически трилър, продуциран от БНТ. Всеки сезон е структуриран около едно журналистическо разследване на измисления вестник „Четвърта власт“ . Редакцията на вестник „Четвърта власт“ е в центъра на водовъртеж от човешки отношения, увличащ власт, пари, журналистика, шпионски скандали, подслушвания, влиянията на тайните служби над обществения живот, политически компроматни войни, изневери….
Продуценти на сериала са Севда Шишманова (продуцент БНТ) и Янко Терзиев (делегиран продуцент) и Найо Тицин (изпълнителен продуцент, от страна на „Спотлайт“). Режисьори са Димитър Коцев-Шошо и Стоян Радев. Сценарният екип на сериала се състои от Александър Чобанов, Александър Спасов, Ваня Николова, Велислава Попова, Емил Андреев, Йордан Банков, Росен Босев, Димитър Коцев-Шошо и Стоян Радев.

## Първи сезон

### Сюжет
Първият сезон се състои от 12 епизода.
Завръзката на действието се състои в първи епизод, когато се вижда видео, на което е заснето убийството на младо момиче − Велина − балерина от националната опера. По-късно се разбира, че това видео е заснето в рамките на тайна програма за подслушване на Бюрото по национална сигурност − „Венерина клопка“ (Dionaea muscipula). Технически ръководител на програмата е Лидия Лазарова, агент на Бюрото по национална сигурност и на неназовани в сериала „бивши служби“. Лазарова е бивша съпруга на Андрей Кръстанов, топ журналист във вестник „Четвърта власт“ и майка на Ирмена Александрова: блогърка, започнала работа като журналистка в „Четвърта власт“. Отделно Лазарова поддържа интимни отношения със Стефан Хинов. Пряк началник на Лазарова първоначално е Павел Троянов, който напуска Бюрото по национална сигурност, за да оглави политическото движение „Ум 13“, а после − Стефан Хинов. Друга важна политическа фигура, изобразена в сериала, е вицепремиерът и министър на енергетиката Велизар Матеев.
Ирмена Александрова започва разследване за смъртта на Велина, към което редакцията на вестника първоначално се отнася високомерно. Първоначално я подкрепя единствено колегата ѝ Филип Янев, а по-късно − и баща ѝ Андрей Кръстанов. Ирмена прави опит да се внедри на елитарни партита, на които присъстват представители на политическия елит, заобиколени от компаньонки, каквато е била и убитата Велина.
Лидия Лазарова е убита, което кара Ирмена да започне да се интересува от миналото на родителите си, което е посрещнато с неохота от Андрей Кръстанов. Постепенно разследването на Ирмена се превръща в основна тема на сезона.
Вестник „Четвърта власт“ се управлява от съсобствениците Никола Моллов и съпругата му Анита Инджова, а Андрей Кръстанов има по-малък дял. Впоследствие се разбира, че Андрей Кръстанов е бил агент на Държавна сигурност и колегите му от вестника се дистанцират от него.

## Втори сезон
На 4 юни 2016 г. БНТ оповестява, че ще има втори сезон на „Четвърта власт“, но към декември 2024 г. такъв не е реализиран.

## Актьорски състав
- Атанас Атанасов − Андрей Кръстанов. Разследващ журналист и съакционер във вестник Четвърта власт. Един от най-уважаваните журналисти в България. Водещ на телевизионно предаване. Бивш съпруг на Лидия, баща на Ирмена. Съпруг на Стела. Владее немски език. Бивш кадър на Държавна сигурност, успешно го крие от всички в продължение на 20 години.
- Христо Шопов − Павел Троянов. Шеф на Бюрото за национална сигурност, впоследствие лидер на УМ-13. Инициатор на проекта "Венерина клопка". Съпруг на Биляна. Самоубива се след като Четвърта власт разкриват "Венерина клопка" и се оказва, че той може да влезе в затвора.
- Самуел Финци − Велизар Матеев. Вицепремиер, министър на енергетиката. Назначава Стефан Хинов на мястото на Павел Троянов като шеф на БНС.
- Деян Донков − Филип Янев. Бивш борсов агент в Лондон. Разследващ журналист в Четвърта власт. Заедно с Ирмена разследват убийството на Велина и стигат до "Венерина клопка". Има връзка с Ирмена.
- Михаил Билалов − Никола Моллов. Журналист. Главен редактор и главен акционер в Четвърта власт. Съпруг на Анита, има извънбрачна връзка със секретарката си Калина.
- Владимир Пенев − Огнян Радев - Оги Боклука. Мафиот, собственик на сметосъбираща фирма, обслужваща София. Собственик на футболен отбор. Запален играч на покер. Получава обществени поръчки от правителството. Основен рекламодател в Четвърта власт. Зад гърба на Матеев помага на Павел Троянов в схемата да източи 4 милиона лв от Столична община за ремонт на нарочно подпаленото сметище.
- Снежина Петрова − Анита Инджова. Журналист, съакционер в Четвърта власт. Съпруга на Никола Моллов. Близка приятелка на Андрей.
- Мила Парушева − Ирмена Александрова. Юрист по образование. Има собствен разследващ блог. Впоследствие започва работа в отдел "Разследвания" на Четвърта власт. По нейна инициатива започва разследването на убийството на Велина, довело до разкриването на проекта "Венерина клопка". Смела и винаги готова да стигне докрай, дори това да я поставя в непосредствена опасност. Дъщеря на Андрей и Лидия. Има връзка с Филип.
- Велизар Бинев − Весо Антикваря. Мафиот, търговец на антики. Организира тайни партита, на които се събира елита на държавата. Работи за Павел Троянов. Шеф на екип от момичета, които заразяват телефоните по проекта "Венерина клопка". Физическият убиец на Велина.
- Ивайло Герасков − Стефан Хинов-подчинен на Павел Троянов в БНС. Впоследствие назначен от Матеев за шеф на бюрото. Той поръчва убийството на Велина. Безскрупулен и коварен, често си служи с шантаж. Любовник на Лидия, впоследствие я убива, защото между тях възниква конфликт за пари от офшорна сметка.
- Владимир Карамазов − Станимир Кисьов. Финансов министър, уличен от Четвърта власт в контакт с известен контрабандист и освободен от поста.
- Христо Петков − Георги Сарандев. Лидер на УМ-13. Приятел от детството на Биляна. Принципен и честен, наистина вярва, че може да промени държавата към добро. Впоследствие предава поста си в УМ-13 на Павел Троянов. Телефонът на Сарандев е един от заразените по проекта "Венерина клопка".
- Светлана Янчева − Лидия Лазарова. Компютърен специалист в БНС, тя разработва програмата "Венерина клопка". Пратена от Държавна сигурност да учи в Америка като студентка. Майка на Ирмена, бивша съпруга на Андрей. Любовница на Хинов, впоследствие убита от него.
- Ана Пападопулу − Стела Кръстанова. Журналист, водещ на новините по БНТ. Впоследствие започва работа в пресцентъра на министерството на енергетиката. Съпруга на Андрей.
- Александра Василева − Биляна Троянова. Пиар експерт на УМ-13. Завършила политология във Франция. Съпруга на Павел Троянов. Приятелка от детството на Георги Сарандев.
- Десислава Моралес − Мария Чилева-журналист в Четвърта власт. Разкрива схемата на Троянов и Огнян Радев със сметището.
- Жана Яковлева − Слава Добрева-прокурор. Тя подписва фалшивите разрешителни за подслушване за проекта "Венерина клопка" по поръчка на Хинов. Впоследствие се оказва, че нейният телефон е един от заразените.
- Иво Аръков − Любомир Косев. Архитект.  Син на председателя на общинския съвет на Столична община. Има връзка с Велина, урежда тя да избяга от Антикваря в Австрия. Намира я убита в колата си и заедно с баща си изхвърля тялото ѝ от мост край Своге.
- Илиана Кобаджабашева − Калина. Секретарка и любовница на Моллов. Впоследствие напуска Четвърта власт и започва работа като репортер за "Свободен печат"-вестника на Румен Войнов.
- Тодор Танчев − Гетов-журналист в Четвърта власт. Изнася информация за Огнян Радев.
- Михаил Милчев − Илиян. Подчинен на Матеев.
- Даниел Ангелов − Милен
- Анастасия Неделчева − Деница. Колежка на Велина в операта. Работи за Весо Антикваря. Тя разкрива на Ирмена как точно работи "Венерина клопка"
- Петър Кауков − Красимир Косев. Председател на Общинския съвет на Столична община. Урежда фирма на Огнян Радев да спечели обществената поръчка по ремонта на сметището по поръчка на Павел Троянов. Изхвърля тялото на Велина от мост до Своге със сина си.
- Лилия Гелева − Рени. Журналист в Четвърта власт. Работи много, понякога спи в офиса. Мечтата ѝ е да си купи куче.
- Красимир Куцопаров − Александър Казаков - Сашо Ментата. Мафиот спонсорирал образованието на Сарандев.